# Spasitel Duny
Spasitel Duny (v originále Dune Messiah, 1970) je sci-fi román amerického spisovatele Franka Herberta. Jde o první pokračování autorova nejúspěšnějšího románu Duna (Dune, 1965). Ze všech příběhů ze série knih o Duně je Spasitel Duny nejkratší. Odehrává se přibližně 12 let po ději prvního dílu, který skončil vítězstvím Paula Atreida na planetě Arrakis a jeho ziskem imperiálního trůnu.

## Příběh
Po získání imperiálního trůnu nastolil Paul Atreides vládu pevné ruky. S pomocí fedajkinů, svých fanatických fremenských komand, šíří svou moc po všech planetách Impéria. Zůstali mu však mocní nepřátelé – Kosmická gilda, kterou znepokojuje, že Paul ovládá veškerý obchod s melanží, která je pro Gildu nezbytná; Sesterstvo Bene Gesserit, jež je zklamáno selháním jejich plánu, podle nějž Paul – Kwisatz Haderach měl být jejich poslušnou loutkou; svržený imperátor a Tleilaxané, kteří už dlouhá léta Atreidy nenávidí.
Společně proti Paulovi připraví spiknutí, do nějž je zapojen gildař Edric, který způsobuje, že Paul nemůže účastníky spiknutí vidět svou předzvěstnou schopností, a dále Ctihodná matka Gaius Helena Mohiamová, princezna Irulán, kterou si Paul vzal jen proto, aby si otevřel legální cestu k imperiálnímu trůnu a Tleilaxan Scytale, Tvarový tanečník, který na sebe dokáže vzít podobu jakéhokoli člověka.
Součástí jejich plánu je dodat Paulovi gholu (klon) šermíře Duncana Idaha, který prošel speciálním výcvikem mentata a do jehož podvědomí byly vloženy tajné kódy, které mají v okamžiku vyvolání posloužit Tleilaxanům. Smyslem je, aby tento klon „otrávil“ Paulovu mysl, svedl jej k nesprávným úsudkům. Spiklencům je totiž zřejmé, že usmrcení Paula jejich věci příliš neprospěje, protože v tom případě by jej fremeni prohlásili za svého mučedníka a jeho jménem by nadále vládli Impériu, je tedy třeba Paula spíše zdiskreditovat.
Paul si je vědom spiknutí, ale přesto si Duncana ponechá ve svých službách, jelikož jej v jeho původním životě považoval za jednoho z nejvěrnějších přátel. Tuší, že všechny cesty do budoucnosti jsou špatné, a tak se snaží zvolit nejmenší zlo. Při jednom útoku přijde Paul o zrak, ale díky své předzvěstné schopnosti může v mysli vidět zcela zřetelně reálný svět. Jeho konkubína, fremenka Chani je těhotná a Paul se rozhodne, že jeho dědic by se měl narodit v poušti, a proto odchází do tradičního fremenského síče Tabr. Paul ví, že Chani při porodu zemře, ale cítí, že je to stále cesta, která je pro lidstvo nejpřijatelnější.
Chani porod skutečně stojí život. Narodí se dvojčata Leto II. a Ghanima. Protože obě děti mají rovněž věštecké schopnosti, otupí se Paulova předzvěstná schopnost a Paul dočasně „oslepne“. V té chvíli Scytale nabídne Paulovi, že jeho milovanou zemřelou Chani mohou oživit stejně jako Duncana Idaha. Tato nabídka spustí tajný kód v Idahově mysli a ten se pokusí Paula zabít, ale toto prudké hnutí mysli v něm náhle vyvolá úplné vzpomínky na jeho minulý život. To odhalí další část plánu Tleilaxanů – doufají, že až Paul uvidí, jak dokonalou kopii jsou schopni vytvořit, neodmítne jejich nabídku oživit Chani. Protože na gholy fremeni pohlížejí se značným despektem, věří Tleilaxané, že tento čin Paula v jejich očích zcela zdiskredituje a bude muset odejít do vyhnanství. Pokud by se naopak Idahovy vzpomínky oživit nepodařilo, alespoň by Paula zabil.
Paul však zklame jejich naděje, odmítne nabídku nechat znovu oživit Chani a místo toho Scytala zabije – ačkoli je slepý, avšak jeho právě narozený syn vlastní úplné vzpomínky na minulé životy, tedy i na Paulův, a tak může Paul vidět jeho očima. Ostatní spiklenci jsou poté dopadeni a popraveni, s výjimkou Irulán, která nebyla do celého plánu zasvěcena a nyní hořce lituje, že se spiklenci jednala. Nyní je jí svěřena péče o Paulovy děti a Paulova sestra Alia je zvolena regentkou, dokud Leto II. nedosáhne plnoletosti. Alia se stane milenkou Idaha. Samotný Paul dodrží starý fremenský zvyk, podle nějž má slepec odejít zemřít do pouště, aby nebyl svému kmeni na obtíž.
V příběhu se téměř nevyskytuje Gurney Halleck a Paulova matka Jessica, kteří v té době žijí na Caladanu.

## Rozpory
Samotný koncept románu je poněkud sporný. Na konci prvního dílu Duna je totiž naznačeno, že Paul svou předzvěstnou schopností dokáže vidět i navigátory. Pokud by toho byl schopen, pak by utajení spiknutí zásluhou gildaře Edrica nebylo možné.

## Duncan Idaho
Vyvolání vzpomínek v gholovi se v případě Duncana Idaha podařilo Tleilaxanům vůbec poprvé. V následujících pokračováních jim to umožní tento postup dále vylepšovat a prodloužit tak duševní život své vládnoucí elity.

## Film
Na motivy tohoto a následujícího pokračování Děti Duny natočil Greg Yaitanes třídílný seriál Děti Duny (Frank Herbert's Children of Dune, 2003). Natáčení probíhalo na Barrandově a objevila se v něm celá řada českých herců.

## Česká vydání
Román vyšel v češtině prozatím pětkrát – v l. 1993, 2000, 2009, 2013, 2017 a 2021 ve dvou různých překladech. Jednou vyšel jako audiokniha.